# Kazuya Iio
Kazuya Iio (jap. 飯尾 和也, Iio Kazuya; * 10. April 1980 in der Präfektur Tokio) ist ein ehemaliger japanischer Fußballspieler.

## Karriere
Iio erlernte das Fußballspielen in der Jugendmannschaft von Verdy Kawasaki. Seinen ersten Vertrag unterschrieb er 1999 bei den Verdy Kawasaki. Der Verein spielte in der höchsten Liga des Landes, der J1 League. 2000 wechselte er zum Zweitligisten Vegalta Sendai. 2001 wurde er mit dem Verein Vizemeister der J2 League und stieg in die J1 League auf. Für den Verein absolvierte er 60 Spiele. Danach spielte er bei den Okinawa Kariyushi FC und Shizuoka FC. 2005 wechselte er zum Zweitligisten Sagan Tosu. Für den Verein absolvierte er 197 Spiele. 2011 wechselte er zum Ligakonkurrenten Yokohama FC. Im August 2011 wechselte er zum Drittligisten Matsumoto Yamaga FC. Am Ende der Saison 2011 stieg der Verein in die J2 League auf. Für den Verein absolvierte er 64 Spiele. Ende 2014 beendete er seine Karriere als Fußballspieler.